# Kutno
Kutno è una città polacca del distretto di Kutno nel voivodato di Łódź.
Ricopre una superficie di 33,59 km² e nel 2004 contava 48 141 abitanti.